# Стайнем, Глория
Глория Мари Стайнем (англ. Gloria Marie Steinem; род. 25 марта 1934) — американская феминистка, журналистка, социальная и политическая активистка, национально признанный лидер и представительница феминистического движения конца 1960-х и начала 1970-х
.
Стайнем работала обозревательницей для New York Magazine и является одной из основательниц журнала Ms.. В 1969 году Стайнем опубликовала статью «англ. After Black Power, Women's Liberation», которая принесла ей национальную известность в качестве лидера феминистического движения.
В 2005 году Стайнем, Джейн Фонда и Робин Морган стали соучредителями некоммерческой организации Women's Media Center, целью которой является создание позитивного имиджа женщин в средствах массовой информации.
Большую часть своего времени Стайнем посвящает публичным выступлениям на тему равенства, выступает в качестве организатора и путешествует с лекциями по разным странам.
Лауреат премии принцессы Астурийской (2021).

## Ранняя жизнь
Стайнем родилась 25 марта 1934 года в Толидо, Огайо, дочь Рут (урожденная Нуневилер) и Лео Стайнема. Её мать была пресвитерианкой, в основном немецкого (в том числе прусского), а также шотландского происхождения. Её отец был евреем, сыном иммигрантов из Вюртемберга, Германии и Польши. Её бабушка по отцовской линии, Полин Перлматтер Стайнем, была председательницей образовательного комитета в Национальной женской ассоциации избирательного права, делегат 1908 года Международного совета женщин, и первой женщиной, избранной в совет образования Толидо, а также лидером в движении за профессиональное образование. Полин спасла множество членов своей семьи от Холокоста.
Семья Стайнем жила и странствовала в трейлере, из которого Лео торговал антиквариатом. Перед тем, как родилась Глория Стайнем, у её матери, которой к тому времени исполнилось 34 года, случился нервный срыв, который оставил её инвалидом, поглощенным бредовыми фантазиями, которые иногда выливались в насилие. Она превратилась «из энергичной, веселой, любительницы книг» в «человека, который боялся оставаться в одиночестве, она не могла держаться за реальность достаточно долго для того, чтобы найти работу, и редко могла сконцентрироваться достаточно для того, чтобы прочитать книгу». Рут проводила длительные периоды времени в санатории для психически больных. Стайнем было десять лет, когда её родители развелись в 1944 году. Её отец переехал в Калифорнию, чтобы найти работу, в то время как она продолжали жить вместе с матерью в Толидо.
Несмотря на то, что её родители развелись в результате болезни матери, Стайнем не считала это результатом шовинизма со стороны отца, она утверждает, что «поняла и никогда не обвиняла его в разводе». Тем не менее, эти события имели большое влияние на формирование её личности: несмотря на то, что её отец, коммивояжёр, никогда не обеспечивал финансовую стабильность в семье, его уход усугубил их положение. Стайнем пришла к выводу, что неспособность её матери продержаться на работе свидетельствует об общей враждебности по отношению к работающим женщинам. Она также пришла к выводу, что общая апатия врачей по отношению к её матери возникла из-за предубеждения по отношению к женщинам. Годы спустя Стайнем описала опыт своей матери как сыгравший решающую роль в её понимании социальной несправедливости:129–138. Этот опыт убедил Стайнем, что женщинам не хватает социального и политического равенства.
Стайнем училась в средней школе Уэйт в Толидо и Западной средней школе в Вашингтоне, округ Колумбия. Затем она поступила в Колледж Смит, учреждение, с которым она до сих пор поддерживает связь, и которое она окончила в качестве члена общества Phi Beta Kappa.
В 22 года Стайнем сделала аборт.
В конце 1950-х Стайнем провела два года в Индии по стипендии фонда Честера Боулса. После возвращения в США она работала директором Исследовательской службы Независимой организации, финансируемой анонимным спонсором, которым оказалась ЦРУ. Она работала над тем, чтобы отправить Американских студентов-некоммунистов на Всемирный фестиваль молодёжи и студентов 1959 года. В 1960 году её наняло Издательство Уоррен, она стала первым сотрудником журнала Помощь.

## Карьера в журналистике
Редактор журнала Esquire Клай Фелкер дал внештатному автору Стайнем задание, которое в дальнейшем она называла своей первой «серьезной работой», — написать статью о контрацепции. Первый вариант статьи редактору не понравился, и Стайнем пришлось её писать заново.

## Феминистские позиции
Хотя Стайнем чаще всего относят к либеральным феминисткам, сама она называет себя радикальной феминисткой. Обычно она объясняет это тем, что не согласна с категоризацией феминизма и считает её «неконструктивной в отношении конкретных проблем». «Периодически я могу оказываться в любой из категорий, поэтому мне тяжело воспринимать это разделение серьёзно».
Тем не менее, Стайнем имеет достаточно устоявшееся мнение по конкретным вопросам.

### Феминистская теория
Стайнем неоднократно критиковала стиль изложения теории феминизма, который по её мнению перегружен академическим языком и абстракциями.

Академические работы по феминизму мало кому интересны. Их пишут ради карьеры. Бедные женщины в академии чувствуют себя обязанными говорить на этом глупом языке, который никому не понятен…Но я понимаю, что этого из-за того, что у нас есть эта глупая система в которой чем тяжелее понять информацию, тем больше она ценится в академических кругах.
Оригинальный текст (англ.)Nobody cares about feminist academic writing. That's careerism. These poor women in academia have to talk this silly language that nobody can understand in order to be accepted ... But I recognize the fact that we have this ridiculous system of tenure, that the whole thrust of academia is one that values education, in my opinion, in inverse ratio to its usefulness—and what you write in inverse relationship to its understandability.

### Женское и мужское обрезание
Стайнем написала статью англ. The International Crime of Female Genital Mutilation в которой она рассказывает американской публике о женском обрезании. Статья была опубликована в выпуске журнала Ms. в марте 1979 года:292.
В статье рассказывается о «75 миллионов женщин, которые пострадали в результате женского обрезания»:292.
По словам Стайнем «Реальные причины женского обрезания могут быть объяснены только в контексте патриархата: мужчины хотят контролировать женские тела, используемые для деторождения и ограничивать сексуальность женщины»:292.
Статья содержит основные аргументы, которые впоследствии были доработаны философом Мартой Нуссбаум.
Что касается мужского обрезания, она прокомментировала: «Патриархальный контроль также ограничивает и мужскую сексуальность… Мужчин символически просят преподнести часть своего полового органа для патриархальной власти, которая стоит за причинами мужского обрезания. Эта практика, как даже признают адвокаты, с медицинской точки зрения не несёт необходимости в 90 % случаев. Я поддерживаю борьбу своих братьев за отмену этой практики».

### Порнография
Стайнем относится к порнографии с критикой, отмечая, что она отличается от эротики.

«Эротика отличается от порнографии, как любовь от изнасилования, достоинство от унижения, партнерство от рабства, удовольствие от боли»:219
Оригинальный текст (англ.)Erotica is as different from pornography as love is from rape, as dignity is from humiliation, as partnership is from slavery, as pleasure is from pain.

Стайнем аргументирует это тем, что очень важно видеть разницу между взаимностью и доминированием.

«Иногда очевидно, иногда не очень, порнография показывает уровень отношений, в которых не у всех партнёров равная власть и взаимность. По сути, используют идею того, что один человек доминирует над другим, для большего драматизма и напряжения.»:219.
Оригинальный текст (англ.)Blatant or subtle, pornography involves no equal power or mutuality. In fact, much of the tension and drama comes from the clear idea that one person is dominating the other.

По поводу однополой порнографии, Стайнем утверждает, что:

«Независимо от пола участников, вся порнография, в том числе между мужчинами, — это имитация парадигмы мужчина — женщина, завоеватель — жертва, и почти все это на самом деле изображает или предполагает порабощенных женщин и хозяина.»:219.
Оригинальный текст (англ.)Whatever the gender of the participants, all pornography including male-male gay pornography is an imitation of the male-female, conqueror-victim paradigm, and almost all of it actually portrays or implies enslaved women and master.

## Награды и отличия
- Американский союз защиты гражданских свобод Южной Калифорнии, Bill of Rights Award[7].
- Американская гуманистическая ассоциация 2012 Гуманистка года (2012)[7].
- По версии журнала Biography Стайнем входит в список 25 самых влиятельных женщин в Америке[7].
- Clarion award[7].
- Фюрстенберг, Диана фон Lifetime Leadership Award (2014)[32].
- Эмми Citation for excellence in television writing[7].
- По версии журнала Esquire Стайнем входит в список 75 величайших женщин всех времен (2010)[33].
- Премия Риденаура (2006).
- Была представлена на коллекционных карточках Supersisters.

## Киновоплощения
В 2020 году вышла на экраны биографическая картина Джули Теймор о жизни Глории Стайнем «Глории», снятая по книге Стайнем «В дороге». Главную героиню в разные годы жизни (детстве, подростковом возрасте, молодости и зрелом возрасте) представляют четыре актрисы, в том числе Джулианна Мур и Алисия Викандер. Сама Стайнем появляется в фильме в небольшом камео.
В 2020 году был снят сериал «Миссис Америка», в котором роль Глории исполнила актриса Роуз Бирн.